# Blackbird (software)
Blackbird (anteriormente llamado FORscene ) es una plataforma integral de video y software de edición de video que cubre la edición y publicación no lineal para transmisión en la web y móvil. 
Diseñado por Blackbird plc para permitir la edición colaborativa de video con resoluciones de hasta 540p y hasta 60 cuadros por segundo en anchos de banda tan bajos como 2 MBit / s, es capaz de registrar, revisar, publicar y alojar videos a en HD y calidad 4K a UHD de fuentes originales. El sistema se implementa como una aplicación móvil para dispositivos Android e iOS, un subprograma de Java y una aplicación web de JavaScript puro como parte de su interfaz de usuario . Este último se ejecuta en plataformas sin instalación de aplicaciones, instalación de códec o configuración de máquina y tiene características Web 2.0 . 
Blackbird ganó el premio de Tecnología de la Royal Television Society en el proceso de postproducción en diciembre de 2005, y ahora se usa a nivel mundial. La tecnología de compresión subyacente y la interfaz de usuario están cubiertas por patentes independientes. 
 

## Uso
La funcionalidad de la plataforma Blackbird la hace adecuada para múltiples usos en el flujo de trabajo de edición de video . 
Para los editores y productores que desean producir resultados con calidad de transmisión, Blackbird proporciona un entorno para que las primeras etapas de posproducción se realicen de forma remota y económica ( registro, selección de tomas, revisión colaborativa, corte preliminar y edición fuera de línea, por ejemplo) y más recientemente edición de corte fino . Luego, Blackbird emite instrucciones en formatos estándar que se pueden aplicar al metraje de alta calidad para una edición detallada y de alta calidad antes de la transmisión. 
Otros usuarios preparan el metraje para publicarlo en medios de menor calidad: las pantallas pequeñas de los teléfonos móviles y los iPods de video, y en la web, donde el ancho de banda restringe la calidad del video que actualmente es práctico de producir. Para estos usuarios, toda la edición se puede realizar en Blackbird, antes de publicarla en redes sociales y canales de video en línea, servicio OTT o almacenamiento comercial en la nube. El video también se puede guardar en MPEG, Ogg, HTML5, formatos de podcasting, así como en el reproductor propietario de Blackbird. 
En julio de 2012 se informó que la plataforma estaba siendo utilizada por NBC en relación con los Juegos Olímpicos de Verano de 2012 que implican la integración del servicio con YouTube y sigue utilizándose para ofrecer cobertura para deportes de primer nivel como la Fórmula Uno, El PGA European Tour y la Premier League . 

## Servicios
La plataforma de video se conoce en términos generales como Blackbird y se comercializa como tres productos negocio a negocio distintos:
- Borde
- Ascenso
- Forte

Todos estos usan la nube para la entrega. Las integraciones con terceros proporcionan servicios adicionales (por ejemplo, gráficos, subtítulos cerrados, transcripción ) y flujo de trabajo (como otros sistemas de edición no lineal). 

### Blackbird Ascent y Blackbird Forte
Ascent y Forte habilitan funciones que incluyen: registro de video, edición no lineal con precisión de fotogramas (y soporte multicámara para hasta 18 cámaras), revisión, publicación, guion gráfico y recorte. Ascent está diseñado para flujos de trabajo que requieren un subconjunto de funciones de Forte. 

### Servidor Blackbird Edge
El servidor Blackbird Edge es una puerta de enlace entre el contenido y la plataforma Blackbird. Los clientes pueden optar por utilizar un único servidor Edge físico por ubicación fija o remota para ampliar las operaciones y mejorar el rendimiento general (por ejemplo, el tiempo necesario para recuperar el video para su revisión). Las funciones pueden variar según el flujo de trabajo o los requisitos de infraestructura, pero incluyen: 
- Ingesta de contenido en vivo y no en vivo
- Almacenamiento en caché local de descargas de video
- Acceso inmediato de video a través de una red de área local (LAN) durante la carga
- Transferencia perfecta de video según sea necesario entre un servidor Blackbird Edge y la infraestructura Blackbird

El producto explota el acceso LAN de alta velocidad al tiempo que conserva el principio de acceso desde cualquier lugar. La implementación puede ser local, localizado o en la nube pública / privada. Compatible con Linux y macOS . El registro, la edición y la revisión del material cargado pueden comenzar tan pronto como comience el proceso de carga. Los archivos que contienen video, audio e imágenes fijas también se pueden seleccionar y cargar usando un navegador web para su ingesta. 

### Reproductor Blackbird
El reproductor Blackbird admite: publicación sin renderizado, múltiples capas, marca propia,  recorte y uso compartido de URL, capacidad para revocar el acceso y una barra de navegación patentada. El decodificador Blackbird está empaquetado en bibliotecas para aplicaciones móviles nativas, applets  y un reproductor de JavaScript puro.

## Componentes
La plataforma Blackbird se compone de varios componentes, que se analizan aquí. 

### Servidores de plataforma
La infraestructura del servidor Blackbird backbone  (conocida como la nube ) dedicada a los clientes de Blackbird se distribuye en numerosas ubicaciones y maneja alrededor de 10,000 horas de contenido de video nuevo cada semana. Actúan como un solo sistema, aumentando tanto la capacidad efectiva como la redundancia. Como la interfaz hace la mayor parte del trabajo durante la edición y el software de carga hace el trabajo de compresión, el servidor se carga ligeramente y puede admitir muchos usuarios al mismo tiempo. Los sitios también pueden conectar un servidor a su propia red ( Edge ) para mejorar el rendimiento / escalabilidad (ingesta local y almacenamiento en caché para multiplicar el número de usuarios en las conexiones de Internet existentes). 

### Códecs
Blackbird tiene sus propios códecs tanto para video como para audio. Estos utilizan una forma de codificación adaptativa para permitir que las variaciones locales en el tipo de datos se codifiquen de manera eficiente. 

#### Osprey
Osprey admite la compresión de video sin pérdidas. Los usuarios de Blackbird pueden ver videos con la calidad de una transmisión durante la edición (así como la calidad de un proxy como ha sido el caso con otros códecs de Blackbird) y las emisoras pueden usar la salida de video de Blackbird directamente para la transmisión. 

#### Blackbird
El códec del video actual de Blackbird se llama Blackbird 9 . Está diseñado para editar y transmitir video a través de conexiones de Internet de banda ancha de velocidad variable. Al variar la velocidad de fotogramas, puede proporcionar una calidad de imagen constante incluso en conexiones lentas. 
Como su predecesor Firebird (usado en el sistema FORlive), el códec Blackbird permite la compresión y reproducción de video en tiempo real. Esto es importante para manejar la cantidad de video en las producciones modernas, así como las funciones de revisión, registro, edición y publicación de Blackbird. 
El códec de Blackbird (anteriormente "Firebird") es un códec de video patentado desarrollado por Forbidden Technologies y utilizado por su producto estrella, Blackbird (anteriormente "Forscene").
Blackbird está diseñado para editar y transmitir video a través de conexiones de Internet de velocidad variable. Blackbird puede proporcionar una calidad de imagen constante en conexiones lentas variando la velocidad de fotogramas mediante el uso de tokens. Los tokens representan cada imagen de origen que son versiones escaladas de cada imagen de origen.
El códec de vídeo Blackbird facilita una velocidad de fotogramas dinámica basada en el contenido. El códec puede crear un proxy ligero, que se puede utilizar para una transmisión en vivo de un evento.
Stephen Streater es el principal progenitor del códec de video Blackbird, que fue lanzado en 2004.
El 6 de marzo de 2018, MSG Networks recibió una nominación al Emmy del capítulo de Nueva York por "Logro técnico", como se indica a continuación, "Edición y distribución digital de video de MSG Networks a través de Blackbird Technology".

#### Impala
El códec de audio Blackbird se llama Impala . La tasa de datos y la calidad se pueden variar según el uso: 10 kbit / s para módem de video web y reproducción móvil, 30 kbit / s para reproducción de módem solo de audio o reproducción de banda ancha de video, y 80 kbit / s por canal para editar.

### Interfaces de usuario
Admite flujos de trabajo de producción, la gestión de cuentas y gestión de activos multimedia es accesible desde  aplicaciones móviles nativas para plataformas Android e iOS, web y Java. En 2017, se inició una migración estratégica a JavaScript para ofrecer capacidad de reproducción y edición de video a los navegadores web sin programas o complementos adicionales.

#### Gestión de cuentas y MAM
Las cuentas y los usuarios están separados. Muchas personas pueden usar la misma cuenta de Blackbird y a cada usuario se le asigna un rol (administrador, comentarista, revisor, registrador, editor, guion gráfico). Las funciones administrativas / operativas y MAM incluyen; transferencia, búsqueda y reproducción de material, configuración de ingesta, flujo de trabajo, configuración de cuenta y usuario e informes de uso.

#### Seguridad
Cada cuenta de usuario estándar tiene su propia página web de inicio de sesión único protegida por contraseña. Una vez que inician sesión, los usuarios tienen acceso a sus propios videos, material de biblioteca y cualquier funcionalidad que admita su cuenta. El video no se almacena en el disco duro de la computadora local, por lo que cuando el usuario cierra su navegador web, su video no es accesible para los usuarios posteriores de la misma computadora.

#### Estándares de Internet
Las interfaces de Blackbird operan a través de estándares de Internet como HTTP, JavaScript y Java, por lo que se pueden usar incluso en empresas con firewalls severos. Si la navegación web funciona, Blackbird casi siempre también lo hará.

### Publicación
La plataforma de edición Blackbird admite la publicación desde fuentes originales hasta 4K, a destinos que incluyen: redes sociales y canales de video en línea (p. Ej. YouTube, Facebook, Twitter ), OTT y almacenamiento comercial en la nube (p. Ej. S3, Azure ). El video se puede guardar en una variedad de formatos (p. Ej. MPEG, Ogg, XDCAM, EDL, HTML5, FCPX ), imágenes fijas (p. Ej. JPEG ) y en el reproductor propietario de Blackbird.

#### Exportación de código de tiempo
Cada fotograma de video grabado profesionalmente se etiqueta con un código de tiempo que lo identifica. Al combinar la información del código de tiempo del video manejado en Blackbird con calidad de navegación del video de calidad de transmisión original permite que la información en Blackbird se transfiera a una versión con calidad de transmisión. Los videos registrados o editados en Blackbird se pueden exportar en forma de EDL simple o XML más complejo para autoconformarse y sin conexión o en línea en un sistema Avid o Final Cut Pro .

#### Emisión
Los videos que se han editado dentro de Blackbird se pueden conformar / renderizar a múltiples salidas automáticamente en cualquier cosa hasta 3840p - ultra alta definición ( UHD ). En la actualidad, 1080p HD representa la mayoría de los flujos de trabajo de producción. Después de editar, Blackbird carga los fotogramas de calidad completa utilizados en el programa terminado en la nube o en ecosistemas alternativos a través de Blackbird Edge. Los efectos especiales, subtítulos, capas, gráficos, recorte y estiramiento, corrección de color y títulos se combinan a resolución completa en un Blackbird Cloud para descargar, o en un servidor Edge, listo para su transmisión. El material se puede revisar y editar desde cualquier lugar de la web, no solo desde una fuente local.

### Integración de sistemas
Los programas finales pueden crearse, incluso en alta definición, y enviarse en calidad de transmisión de manera eficiente a la emisora para su transmisión sin utilizar ningún sistema de edición de terceros. Sin embargo, Blackbird admite la integración con sistemas de terceros, tanto en transmisión como en otros lugares.

#### EDL / XML
Blackbird admite la exportación de listas de decisiones de edición / XML a sistemas de edición de la industria, como Avid / Final Cut Pro . Por ejemplo, la creación de cortes preliminares en Blackbird se puede ajustar de manera confiable en Avid, incluso cuando incluyen clips que Avid normalmente no podría ingerir debido a interrupciones y espacios en el código de tiempo.

#### SDI
La interfaz digital serial mejora la integración de Blackbird en el entorno de transmisión de alta gama. La compatibilidad con SDI permite a Blackbird ingerir material de origen en resoluciones de definición estándar (SD) y alta definición (HD) desde cualquier fuente de vídeo profesional en tiempo real. La entrada de video SDI cumple con los estándares del Comité Nacional de Sistema de Televisión (NTSC) y de Línea de Fase Alternada (PAL).

## Licencia
El software se proporciona como un servicio (SAAS) que se cobra por uso.

## Historia
Blackbird es un desarrollo de un sistema de edición creado por Eidos Interactive en la década de 1990. Esta historia comienza desde la primera exhibición pública de este producto, en la Convención Internacional de Radiodifusión en Europa en 1990.
| Fecha      | Versión                      | Plataforma                                                                         | Características importantes                                                                        |
| ---------- | ---------------------------- | ---------------------------------------------------------------------------------- | -------------------------------------------------------------------------------------------------- |
| 1990 -1999 | Edición 1, Edición 2, Óptima | - Acorn Archimedes 1990-1994 - Acorn Risc PC desde 1994 - CPU StrongARM desde 1996 | - Códecs de software - Almacenamiento extraíble barato - Plataforma confiable - Rápido de aprender |

| Fecha              | Versión                                                     | Plataforma                              | Características importantes |
| ------------------ | ----------------------------------------------------------- | --------------------------------------- | --- |
| Febrero de 2000    |                                                             |                                         | - London float para Forbidden Technologies plc - Las acciones suben un 5000% en la primera semana |
| Febrero de 2001    | Transmisión de video Java en el sitio web                   | Java                                    | - 384x288 píxeles - 25 fotogramas por segundo - Calidad de imagen "como una caricatura" |
| Mayo de 2002       | Transmisión de video en vivo al teléfono móvil              | Java/GPRS                               | Calidad de imagen deficiente, por ejemplo, monocromo |
| Diciembre de 2002  | Transmisión web de banda ancha                              | Java                                    | 384x288 píxeles, 25 fotogramas por segundo |
| Septiembre de 2003 | FORlive launched                                            | Compresión de Linux/reproductor de Java | - Compresión de video en vivo - 384x288 píxeles, 25 fotogramas. |
| Noviembre de 2003  | FORmobile launched                                          | Symbian Series 60                       | - Aplicación de reproductor de teléfono móvil - 160x120 píxeles, hasta 12,5 fotogramas por segundo, color. |
| Septiembre de 2004 | Forscene launched                                           | Java                                    | - Forlive compresión - Edición de estilo óptima - Publicación de Formobile/FORweb |
| Septiembre de 2004 | IBC TV news utiliza FORscene/FORmobile                      | Symbian                                 | Jugador de marca |
| Febrero de 2005    | La emisora GTMV es la primera en registrarse                | Java                                    | Acceso internacional a GMTV |
| Mayo de 2005       | Registro agregado a Forscene                                | Java                                    | Herramienta de registro, edición y publicación de Java |
| Septiembre de 2005 | Subir de forma inalámbrica desde teléfonos móviles          | Symbian                                 | - Video: hasta 352x288 píxeles - Fotografías: resolución del teléfono |
| Septiembre de 2005 | IBC TV news utiliza FORscene/FORmobile                      | Symbian                                 | Jugador de marca. El reproductor móvil se puede enviar de un teléfono a otro de forma gratuita a través de Bluetooth, y los videos también se pueden distribuir de forma viral a través de Bluetooth una vez que se haya instalado el reproductor móvil Forscene. Forbidden ha acuñado el término Viewtooth para describir este proceso. |
| Septiembre de 2005 | La primera serie de televisión transmitida utiliza Forscene | Canal 5 (Reino Unido)                   | Trust Me - I'm a Holiday Rep |

| Date           | Version                                  | Platform                                                             | Significant features |
| -------------- | ---------------------------------------- | -------------------------------------------------------------------- | --- |
| Jan 2006       | New video codec designed for editing     | - Windows/Mac/Linux compression - Java editing and playback          | Blackbird 1 codec |
| Jan/Feb 2006   | First prime time TV series uses Forscene | BBC1 (UK)                                                            | Super Vets |
| Apr 2006       | Podcasting released                      | Video iPod, iTunes                                                   | |
| Apr/May 2006   | British Army uses Forscene mobile player | Symbian mobile phones                                                | Ascent of Everest published on mobiles |
| May 2006       | Video Podcast                            | Forscene                                                             | Videos edited in Forscene can be published directly as video podcasts. These can then be downloaded and viewed in a podcast viewer such as iTunes or on a video iPod.                                                                                  |
| June 2006      | Forscene review                          | BBC Breakfast, This Morning, Sky News Channel 4 News, Channel 5 News | Broadcasters select Save the Children footage |
| August 2006    | Forscene Ogg support added               | Java                                                                 | Ogg format is supported by Wikipedia for upload of suitable video content |
| September 2006 | Forscene online chat feature added       | Java                                                                 | - Share edited videos - Forscene users talk in real time - Contributions (and logging entries) are spell checked (as of Nov 2006) |
| November 2006  | Citizen Journalism                       | Java / Symbian mobile phones                                         | Third project completed at the World Congress of Science and Factual Producers (WCSFP). Citizen journalism began at the IBC in 2006. |
| January 2007   | Account Management                       | Web                                                                  | Interface provides for management of accounts by customers. |
| February 2007  | Forscene Flash support added             | Java                                                                 | Export of video to the Flash format for use with the Adobe Flash Player. |
| March 2007     | Forscene Speed Control                   | Java                                                                 | Video and/or audio clips can be edited for slow motion/fast motion style effects. |
| April 2007     | Forscene Fades                           | Java                                                                 | Fade up and fade to black with a single drag on the video track. |
| May 2007       | File names/playback                      | Java                                                                 | Multi-line file names and three-speed playback control. |
| June 2007      | Security                                 | Java                                                                 | Log on now supports the secure HTTPS protocol. |
| August 2007    | Images / playback                        | Java                                                                 | Images can be integrated directly into the video track and playback can now be viewed at 150% (as well as 100% and 200%). |
| September 2007 | DV                                       | Java                                                                 | Broadcast quality DV can be output directly from the web interface and effective transfer of DV from the field over standard internet links. |
| October 2007   | Webstart/codec                           | Java                                                                 | Webstart can be used to run FORscene, providing access to more memory available, and better performance. The Blackbird codecs deliver better picture quality and lower memory requirements.                                                            |
| December 2007  | Audio/graphics/codec/ account management | Java                                                                 | Simpler stereo audio editing by linking the two audio tracks. Add anti-aliased graphic overlays with transparency levels and fades. Accounts distinguish between departmental and inter-departmental (programme-wide) levels of access.                |
| January 2008   | Codec                                    | Java                                                                 | Blackbird codec upgraded to version 5. |
| February 2008  | Saturation/recompress/ 1GB/audio         | Java                                                                 | Right dragging in the video window adjust saturation levels. Recompress videos to benefit from the latest codec. Modern machines may set a new memory limit to 1GB (reducing network traffic). Improved audio quality.                                 |
| March 2008     | Proxy box/AAF                            | Java                                                                 | Boost internet performance for videos captured locally or viewed recently. Support for Avid's AAF files is available, complementing existing support for EDL and FCP (XML).                                                                            |
| June 2008      | Thumbnails/storyboard                    | Java                                                                 | Web published videos have click-through thumbnails. Storyboard offers a simpler editing process with fewer clicks required to use it. |
| July 2008      | AAF/white balance/JPEG export            | Java                                                                 | Additional data added to AAF output to carry more information through to Avid from FORscene. Adjust for colour differences between artificial / daylight conditions. Export a video frame to a JPEG image.                                             |
| August 2008    | Colourful fades                          | Java                                                                 | Colour wheel controls fades to/from colours other than the default (black) can pick from colours on the video window. |
| October 2008   | Titles                                   | Java                                                                 | In addition to imported graphics Forscene's subtitle functions are enhanced with background and font colour, transparency, and size controls. |
| September 2009 | Forscene Server                          | Server                                                               | Sites can multiply the number of users on their existing internet connections whilst preserving all the advantages of internet access from anywhere.                                                                                                   |
| September 2009 | Forscene HD                              | HD                                                                   | Forscene can now output HD directly providing remote access to video for editing from anywhere in the world, only uploading the fraction of HD that is actually used in the final programme, and ability to use existing computers and internet links. |
| September 2009 | Osprey                                   | Codec                                                                | With Osprey codec Forscene enables video editing at broadcast quality locally through a web browser interface and wide-area over the public Internet.                                                                                                  |
| April 2010     | Multicam                                 | Java                                                                 | Multicam can support up to eight concurrent synchronised video streams for logging and editing. |

| Fecha           | Versión  | Plataforma | Características importantes                                                                                             |
| --------------- | -------- | ---------- | --- |
| Febrero de 2011 | Androide | Móvil      | Cliente disponible en la plataforma Android (edición para consumidores) que incluye integración con YouTube y Facebook. |
| Febrero 2014    | iOS      | Móvil      | Cliente Forscene demostrado en la plataforma iOS (iPad).                                                                |
| Julio de 2015   | eva      | iOS        | Lanzamiento de la red social de video.                                                                                  |
| Agosto de 2015  | Mirlo 8  | Códec      | Lanzamiento del códec Blackbird 8.                                                                                      |

| Fecha              | Versión                         | Plataforma                                  | Características importantes |
| ------------------ | ------------------------------- | ------------------------------------------- | --- |
| Marzo de 2016      | Captevate                       | JavaScript                                  | Lanzamiento del editor de video diseñado para el mercado de consumo. |
| Agosto de 2017     | VidLib                          | JavaScript                                  | Conversión de la biblioteca de videos principal de Java. Descarga y renderiza ediciones en tiempo real. Inicialmente admitirá dos aplicaciones; Blackbird Player ("El jugador") y Blackbird Clipper (selección de tomas de video en vivo o pregrabado).                                                                 |
| Marzo de 2018      | Mirlo 9                         | Códec                                       | Lanzamiento del códec Blackbird 9. |
| Abril de 2018      | Proveedor de nube               | Azur                                        | Forscene está disponible en la infraestructura de computación en la nube Azure Marketplace de Microsoft. |
| Mayo de 2018       | Ascenso / Fuerte                | Integración                                 | La integración de AI OS anota contenido con metadatos e impulsa el flujo de trabajo. |
| Septiembre de 2018 | Ascenso / Fuerte                | JavaScript                                  | Lanzamiento de las implementaciones de JavaScript de Productos Ascent y Forte. La edición precisa de fotogramas se puede realizar en navegadores sin configuración adicional o instalación de complementos o aplicaciones.                                                                                              |
| Enero de 2019      | Mirlo                           | Tecnología Fitness                          | Peloton selecciona Blackbird para editar clases virtuales bajo demanda. |
| Marzo de 2019      | Mirlo                           | Deportes                                    | IMG adopta Blackbird para recortar, editar y publicar contenido de video deportivo en vivo. |
| Mayo de 2019       | Mirlo                           | Deportes                                    | Deltatre amplía el uso de Blackbird para el cambio de momentos destacados y clips de juegos largos y cortos para una variedad de deportes, incluido el rugby, el ciclismo y el atletismo. |
| Mayo de 2019       | Mirlo                           | Deportes                                    | NRL usa Blackbird para respaldar el empaquetado de destacados breves durante los partidos de NRL en vivo para distribuirlos a la base de fans global de la liga. |
| Junio de 2019      | Mirlo                           | Redes sociales                              | A + E Networks adopta Blackbird para brindar a los ejecutivos, productores, editores, comercializadores y otros la capacidad de ver, editar y enriquecer el contenido de la biblioteca de videos. |
| Agosto de 2019     | Mirlo                           | Noticias                                    | TownNews extiende el uso de Blackbird a 39 estaciones de televisión. |
| Octubre de 2019    | Grupo de soluciones de apertura | Sistema llave en mano de edición en la nube | El Departamento de Estado de EE. UU. Y sus equipos de producción utilizarán Blackbird para recortar, editar y publicar rápidamente noticias transmitidas en vivo en sus canales sociales, incluidos Twitter, Facebook y YouTube, y para poseer un sitio web y otros medios de noticias digitales en los Estados Unidos. |
| Noviembre de 2019  | Mirlo                           | AWS                                         | Sistema de distribución y producción en la nube de Blackbird elegido por Bloomberg Media. |
| Diciembre de 2019  | Mirlo                           | Deportes                                    | Eleven Sports adopta Blackbird para editar y publicar rápidamente contenido deportivo para los fanáticos en línea |

| Fecha         | Versión | Plataforma | Características importantes                    |
| ------------- | ------- | ---------- | ---------------------------------------------- |
| Junio de 2020 | Premio  | Plataforma | Premio al mejor video digital de TV Technology |

## enlaces externos
- Página web oficial
- Reseñas de terceros aquí y aquí

- Datos: Q2540912